# Georg Wichtermann
Georg Wichtermann (* 26. Januar 1909 in Schweinfurt; † 17. Mai 1997) war ein deutscher Lokalpolitiker (SPD) und früherer Oberbürgermeister der Stadt Schweinfurt.

## Leben
In den Jahren 1946 bis 1952 gehörte er dem Schweinfurter Stadtrat als einfaches Mitglied an, anschließend war er bis 1956 berufsmäßiger 2. Bürgermeister.
Im Jahr 1956 wurde er mit 75,06 % der Stimmen erstmals zum Oberbürgermeister gewählt, nach zweimaliger Wiederwahl durfte er im Jahr 1974 aus Altersgründen nicht mehr antreten.
Am 23. März 1974 wurde er zum Ehrenbürger der Stadt ernannt.
Heute tragen eine Sporthalle und ein Verwaltungsgebäude in Schweinfurt seinen Namen, im Jahr 2005 wurde der „alte Postplatz“ gegen den Widerstand vereinzelter CSU-Stadträte in Georg-Wichtermann-Platz umbenannt.